# Juan Landázuri Ricketts
Juan Landázuri Ricketts O.F.M., perujski rimskokatoliški duhovnik, škof in kardinal, * 19. december 1913, Arequipa, † 16. januar 1997.

## Življenjepis
16. aprila 1939 je prejel duhovniško posvečenje.
18. maja 1952 je bil imenovan za nadškof pomočnika Lime in za naslovnega nadškofa Rhoine; 24. avgusta istega leta je prejel škofovosko posvečenje.
2. maja 1955 je bil imenovan za nadškofa Lime.
19. marca 1962 je bil povzdignjen v kardinala in imenovan za kardinal-duhovnika S. Maria in Ara Coeli.
Upokojil se je 16. januarja 1997.